# Ride 'Em Cowboy
Ride 'Em Cowboy (1942) es una película del género western/comedia protagonizada por Bud Abbott y Lou Costello, y dirigida por Arthur Lubin.

## Argumento
El mejor autor de novelas del oeste, Bronco Bob Mitchell (Dick Foran), nunca ha puesto un pie en el oeste. Un artículo de prensa ha puesto de manifiesto este hecho a sus fanes, y su imagen está sufriendo a causa de ella. Él decide hacer una aparición en un rodeo benéfico de Long Island para reforzar su imagen. Mientras está montado en un caballo, un novillo se escapa y se lanza contra él. No sabiendo qué hacer, una vaquera, Anne Shaw (Anne Gwynne), acude al rescate y le salva la vida. Mientras tanto, Duke (Bud Abbott) y Willoughby (Lou Costello), son vendedores en el rodeo. No son muy buenos en su trabajo, y pronto causan estragos. Se esconden de su jefe en un vagón de ganado y de pronto se encuentran con que van de camino hacia el oeste. Cuando llegan, Willoughby accidentalmente dispara una flecha en una tienda india. El jefe indio dice que eso es una propuesta de matrimonio, pero Duke no tarda en  descubrir de que la joven india dentro de la tienda resulta ser un gordo y nada atractivo indio. Acaban en el mismo rancho que Ana y Bob, y enseguida son puestos a trabajar por el capataz, Alabam Brewster (Johnny Mack Brown), metiéndose en nuevos líos.

## Reparto
| Actor              | Personaje           |
| ------------------ | ------------------- |
| Bud Abbott         | Duke                |
| Lou Costello       | Willoughby          |
| Dick Foran         | Bronco Bob Mitchell |
| Anne Gwynne        | Anne Shaw           |
| Johnny Mack Brown  | Alabam' Brewster    |
| Ella Fitzgerald    | Ruby                |
| Samuel S. Hinds    | Sam Shaw            |
| Douglass Dumbrille | Jake Rainwater      |
| Morris Ankrum      | Ace Anderson        |
| Judd McMichael     | Tom                 |
| Ted McMichael      | Harry               |
| Joe McMichael      | Dick                |
| Mary Lou Cook      | Dotty Davis         |